# Genista ancistrocarpa
Genista ancistrocarpa é uma espécie de planta com flor pertencente à família Fabaceae. 
A autoridade científica da espécie é Spach, tendo sido publicada em Annales des Sciences Naturelles; Botanique, sér. 3 3: 105. 1845.

## Portugal
Trata-se de uma espécie presente no território português, nomeadamente em Portugal Continental.
Em termos de naturalidade é nativa da região atrás indicada.

## Protecção
Não se encontra protegida por legislação portuguesa ou da Comunidade Europeia.